# Félix Hémon
Félix Louis Prosper Charles Marie Hémon (Bourges, 7 mars 1875 - Brest, 20 avril 1902) est un explorateur français.

## Biographie
Commissaire de 2e classe de la Marine, Félix Hémon est envoyé en Chine pendant la révolte des Boxers. Parti sur l'Amiral-Charner le 26 juin 1900, il atteint Colombo le 23 juillet et au début du mois d'août, entre à Shanghai. En octobre, le navire croise devant les forts de Taku puis remonte le Yang Tse jusqu'à Nankin. 
En décembre, le navire revient à Shanghai puis en janvier 1901 se rend au Japon. Hémon visite alors Nagasaki puis Hong Kong et, en avril, l'archipel des Zhoushan où patrouille le navire. 
Il voit Ting-Haï et Ningbo et en mai, repart en mission sur le Yang Tse où le drapeau français doit être affirmé à Hankéou. Il quitte Hankéou le 28 mai et visite Kiou-Kiang puis Ngan-King et Wuhu. En juillet, le navire gagne Fou-Tchéou et Pagoda avant d'être appelé en Chine du nord. Hémon séjourne alors à Takou, visite Tien-Tsin et entre à Pékin le 15 août 1901. 
L'Amiral-Charner quitte Takou à la fin août, s'arrête à Tche-Fou puis Amoy et Makung (Pescadores) et, par Saïgon, Colombo, Djibouti et Port-Saïd, rentre à Toulon le 8 novembre 1901. 
Malade, Félix Hémon meurt à l'hôpital maritime de Brest le 20 avril 1902. Il laisse un récit de voyage : Sur le Yang-Tse. Journal d'une double exploration pendant la campagne de Chine (1900-1901), publié en 1904, agrémenté de la correspondance d'Hémon, d'importants appendices, d'un résumé chronologique des explorations et d'une bibliographie détaillée sur la Chine centrale.